# Consonne sibilante
Une consonne sibilante, en phonétique, est un type de consonne fricative ou affriquée dont le mode d'articulation consiste à diriger un flux d'air avec la langue vers le bord des dents tenues fermées, produisant un bruit caractéristique de sifflement. Toutes les sibilantes sont des consonnes coronales, articulées avec la pointe ou la partie antérieure de la langue. Elles présentent en revanche de nombreuses variations dans la forme de la langue et le point d'articulation, tant au niveau du point constricteur de la langue elle-même que du lieu d'articulation qu'elle vise à l'avant de la bouche.
Le français comporte quatre sibilantes (toutes fricatives) réparties en deux ordres :
- les sifflantes, qui sont des consonnes alvéolaires : [s] (comme dans sol) et [z] (comme dans zoo). L'arrière de la langue forme un sillon étroit (phénomène de sulcalisation) qui guide le flux d'air en produisant un sifflement aigu et intense ;
- les chuintantes, dont le point d'articulation est un peu plus en arrière (consonnes post-alvéolaires) : [ʃ] comme dans chat et [ʒ] comme dans jeu. La langue prend une forme plus aplatie, le sifflement est plus grave et moins intense.

L'emploi d'un tel contraste articulatoire entre sifflantes et chuintantes est très courant dans les langues du monde. De façon générale, l'intensité acoustique des sibilantes rend distinctement audibles de très petites variations dans la forme et la position de la langue, de sorte que certaines langues peuvent faire usage d'un grand nombre de sibilantes d'articulations proches tout en restant de perceptions distinctes.

## Types de sibilantes
Le timbre des sibilantes est affecté par les paramètres suivants - dans chaque cas, les valeurs sont rangées selon leur effet sur le son produit, du plus strident (ou aigu) au plus mat (ou grave) :
- la forme de la langue : concave, convexe (deux variétés : alvéolo-palatale ou palato-alvéolaire), rétroflexe, aplatie ;
- le lieu d'articulation : dental ou denti-alvéolaire, alvéolaire, post-alvéolaire, palatal ;
- le point constricteur au niveau de la langue : laminal, apical, sub-apical.

Les valeurs prises par ces paramètres tendent à être cumulées pour favoriser l'émission d'un son globalement plus aigu ou plus grave. Par exemple, le polonais fait usage d'un [s] concave, denti-alvéolaire et laminal (donc nettement aigu), le toda fait usage d'un [ʂ] rétroflexe, palatal et sub-apical (donc nettement grave).

### Par forme de la langue
- Concave : la langue est déprimée et laisse passer un volume d'air important dirigé à grande vitesse contre les dents par un interstice généralement restreint, ce qui produit un sifflement aigu. Le dos de la langue forme souvent un sillon qui accroît cet effet en canalisant le flux d'air : ce phénomène est appelé sulcalisation, et l'on parle donc aussi de consonnes sulcales. La netteté de ces sons explique qu'ils soient les sibilantes les plus courantes et les plus stables parmi les langues du monde. Ils se notent [s] (sourde) et [z] (sonore) dans l'alphabet phonétique international (API).
- Convexe : la langue est tendue et renflée en son milieu, ce qui correspond à une articulation post-alvéolaire plus ou moins palatalisée. On distingue deux sous-types selon le degré de palatalisation :
  - alvéolo-palatales, fortement palatalisées. L'API les note [ɕ] (sourde) et [ʑ] (sonore) ;
  - palato-alvéolaires, modérément palatalisées. L'API les note [ʃ] (sourde) et [ʒ] (sonore).
- Rétroflexe (au sens large) : la langue est retroussée vers l'arrière, très concave, il n'y a pas de palatalisation. L'API les note [ʂ] (sourde) et [ʐ] (sonore).

Les sibilantes du premier type sont souvent qualifiées de sifflantes, les autres de chuintantes. Ces termes anciens renvoient à l'impression sonore produite par ces consonnes plutôt qu'à leur articulation ; bien qu'imprécis, ils continuent d'être très employés.

### Par lieu d'articulation
Les sibilantes sont toutes des consonnes coronales, articulées avec la pointe ou la partie antérieure de la langue à l'avant de la bouche. Selon l'emplacement du point d'articulation visé, on distingue d'avant en arrière de la bouche les consonnes :
- dentales : articulées contre les dents ;
- denti-alvéolaires : articulées depuis l'arrière des dents jusqu'aux alvéoles des dents de la mâchoire supérieure ;
- alvéolaires : articulées au niveau des alvéoles ;
- post-alvéolaires : articulées au niveau de la jonction entre les alvéoles et le palais dur (partie antérieure de la voûte du palais, correspondant au palais osseux)
- palatales : articulées au niveau du palais dur.

### Par point constricteur au niveau de la langue
- laminales : contact établi par la lame, c'est-à-dire la partie antérieure de la face supérieure de la langue ;
- apicales : contact établi par la pointe de la langue ;
- sub-apicales : contact établi par la partie antérieure de la face inférieure de la langue. Cela implique une rétroflexion de la langue.

La distinction des points constricteurs est particulièrement importante quand elle s'applique aux rétroflexes, pour lesquelles les trois points sont possibles, produisant des sons sensiblement différents. Certaines terminologies réservent en fait le terme de rétroflexe aux seules rétroflexes sub-apicales.
On peut aussi considérer la direction de la pointe de la langue : nécessairement vers le haut pour les apicales et les sub-apicales, mais ce peut être vers le haut ou le bas pour les laminales. Quand la langues pointe vers le bas, d'autres distinctions encore sont possibles. Le plancher buccal comporte un creux à l'arrière des dents inférieures ; quand la pointe de la langue y est dirigée, il se forme un espace sous la langue (cavité sub-linguale) qui produit un son relativement plus grave. Quand la langue pointe directement contre les dents inférieures, il n'y a pas de cavité sub-linguale et le son est plus aigu. Cette distinction est généralement corrélée à l'opposition entre sifflantes et chuintantes, afin d'accentuer leur différence à la perception. Toutefois, les chuintantes palato-alvéolaires des langues abkhazo-adygiennes, au nord-ouest du Caucase, font exception : elles sont articulées avec la pointe de la langue contre les dents inférieures, ce qui produit un effet sonore intermédiaire avec celui de sifflantes.

## Propriétés acoustiques
Par rapport aux autres consonnes, les sibilantes sont particulièrement intenses et concentrent l'essentiel de leur énergie acoustique dans les hautes fréquences. Le pic d'intensité de [s] se situe autour de 8 000 Hz, mais peut atteindre 10 000 Hz. Le pic d'intensité de [ʃ] se situe autour de 4 000 Hz, mais peut atteindre 8 000 Hz.
Les sibilantes sont également qualifiées de consonnes stridentes. Cependant, ce terme a un sens plus large et inclut aussi les labio-dentales [f] et [v]. La stridence est un terme de phonétique acoustique qui fait référence au son caractéristique des consonnes lors de l'articulation desquelles les dents font obstacle à l'écoulement du flux d'air. Par opposition, le bruit produit par les fricatives et affriquées non sibilantes ne provient que de l'obstacle formé par la langue ou les lèvres et le point d'articulation visé, sans que les dents y aient un rôle.
Du fait de leur intensité et leur caractère distinctif, les sibilantes servent par elles-mêmes d'interjections dans de nombreuses langues : par exemple, en français, les sons transcrits approximativement par pssst ! et chut !

## Problèmes de définition
Il existe des divergences entre les auteurs dans la terminologie et la classification fine de ces sons. Ainsi, Noam Chomsky et Morris Halle classent [f] et [v] parmi les sibilantes. Elle ne partagent pourtant pas la sulcalisation et les hautes fréquences des autres sibilantes, de sorte que la plupart des phonéticiens continuent de les classer avec les autres fricatives non sibilantes. Certains estiment, en se fondant sur des mesures d'intensité sonore, que [f] n'est pas sibilant en anglais, mais l'est dans d'autres langues, par exemple en éwé (parlé au Ghana et au Togo). Il semble en fait exister un continuum de possibilités selon l'angle sous lequel le flux d'air rencontre l'obstacle articulatoire. La sulcalisation, souvent considérée comme nécessaire à la classification comme sibilante, a été observée par échographie dans l'articulation du son [θ] en anglais (th de thin), quoique cette fricative dentale soit habituellement considérée comme non sibilante.

## Systèmes de sibilantes
Sans même tenir compte des différences de phonation ou de traits d'articulation secondaire, certaines langues, assez rares, possèdent jusqu'à quatre séries distinctes de phonèmes sibilants. C'est par exemple le cas du qiang, langue tibéto-birmane possédant quatre séries d'affriquées sibilantes avec autant de formes différentes de la langue : /ts/, /tʂ/, /tʃ/, /tɕ/. Le toda, une langue dravidienne, possède également quatre séries de sibilantes : alvéolaire, palato-alvéolaire, rétroflexe apicale post-alvéolaire, rétroflexe sub-apicale palatale.
L'oubykh, langue morte de l'est de la Mer Noire, avait un système consonantique particulièrement complexe comportant 27 sibilantes. Non seulement recourait-il aux quatre formes de la langue possibles (dont la très particulière chuintante palato-alvéolaire avec la pointe de la langue contre les dents inférieures, évoquée plus haut), mais tant les palato-alvéolaires que les alvéolo-palatales comportaient des variantes labio-vélarisées. Il existait de plus cinq modes d'articulation distincts : fricatif sourd, fricatif sonore, affriqué sourd, affriqué sonore, affriqué éjectif. (Les affriquées palatales ne comportaient pas de variante labio-vélarisée, ce qui explique que le total se monte à 27 plutôt qu'à 30.) Le dialecte bzyp de la langue abkhaze possède un inventaire similaire.
Les langues à trois séries de sibilantes sont relativement plus courantes. Elles ont typiquement une série de sifflantes et deux séries de chuintantes, pour lesquelles les distinctions liées à la forme de la langues sont acoustiquement les plus perceptibles. C'est par exemple le cas en :
- polonais : sifflantes (alvéolaires) : c, dz, s, z ; chuintantes dures (traditionnellement notées comme palato-alvéolaires, mais décrites comme rétroflexes dans certaines descriptions récentes) cz, dż, sz, ż / rz ; chuintantes molles (alvéolo-palatales) ci / ć, dzi / dź, si / ś, zi / ź ;
- serbo-croate : sifflantes (alvéolaire) : c, s, z ; chuintantes dures (palato-alvéolaires) : č, š, ž, dž, chuintantes molles (alvéolo-palatales) : ć, đ ;
- mandarin (transcription en hanyu pinyin) : sifflantes alvéolaires c, z, s, chuintantes rétroflexes ch, zh, sh, chuintantes alvéolo-palatales q, j, x.

Mais il existe d'autres possibilités : le basque, par exemple, distingue dans son système d'affriquées et de fricatives deux séries de sifflantes, laminales (tz, z) et apicales (ts, s), qui s'opposent à une série de chuintantes (tx, x).
Les langues à deux séries de sibilantes, opposant sifflantes et chuintantes, sont extrêmement courantes. La nature exacte des deux séries peut varier. Le système le plus courant est peut-être celui qui oppose des sifflantes alvéolaires à des chuintantes palato-alvéolaires. C'est par exemple le cas du français, qui possède dans ses fricatives deux sifflantes, la sourde /s/ et la sonore /z/ (s et z), et deux chuintantes, la sourde /ʃ/ et la sonore /ʒ/ (ch et j). Mais il existe aussi des systèmes où la chuintante est alvéolo-palatale (comme en japonais) ou rétroflexe (comme en vietnamien). Le mode d'articulation peut également contribuer à la différenciation : ainsi l'espagnol possède-t-il une fricative sifflante /s/ écrite s (qui varie selon les régions entre une réalisation apicale ou laminale), qui s'oppose à une affriquée chuintante /tʃ/ écrite ch.
Il est peu courant que des langues n'aient que des chuintantes et pas de sifflante. C'est cependant le cas des variétés d'espagnol qui pratiquent le ceceo, c'est-à-dire remplacent /s/ par /θ/ (qui est une fricative mais pas une sibilante), de sorte qu'il ne reste plus comme sibilante que l'affriquée chuintante /tʃ/.
Les langues sans sibilantes sont rares. La plupart d'entre elles n'ont pas de fricatives du tout, comme le rotokas ou les langues aborigènes d'Australie en général ; ou seulement  /h/, comme l'hawaïen. Il existe cependant quelques langues à fricatives dont aucune n'est une sibilante : c'est ainsi le cas du tahitien, dont les fricatives sont /f/, /v/ et /h/.

## Représentation des sibilantes dans l'alphabet phonétique international

### Signes de base
Les signes de base pour les fricatives sibilantes représentent essentiellement la position de la langue.
| Sourde | Sourde                   | Sourde   | Sourde          | Sourde    | Sourde   | Sonore | Sonore                   | Sonore   | Sonore      | Sonore  | Sonore     |
| API    | Description              | Exemple  | Exemple         | Exemple   | Exemple  | API    | Description              | Exemple  | Exemple     | Exemple | Exemple    |
| API    | Description              | Langue   | Orthographe     | API       | Sens     | API    | Description              | Langue   | Orthographe | API     | Sens       |
| ------ | ------------------------ | -------- | --------------- | --------- | -------- | ------ | ------------------------ | -------- | ----------- | ------- | ---------- |
|        | alvéolaire sourde        | Français | seau            | [so]      | seau     |        | alvéolaire sonore        | Français | zoo         | [zo]    | zoo        |
|        | alvéolo-palatale sourde  | Mandarin | 小 (xiǎo)       | [ɕiɑu˨˩˦] | petit    |        | alvéolo-palatale sonore  | Polonais | zioło       | [ʑɔwɔ]  | herbe      |
|        | palato-alvéolaire sourde | Français | chou            | [ʃu]      | chou     |        | palato-alvéolaire sonore | Français | joue        | [ʒu]    | joue       |
|        | rétroflexe sourde        | Mandarin | 上海 (Shànghǎi) | [ʂɑ̂ŋ.xàɪ] | Shanghai |        | rétroflexe sonore        | Polonais | żaba        | [ʐaba]  | grenouille |

### Diacritiques
L'alphabet phonétique international use de signes diacritiques pour indiquer les détails phonétiques non spécifiés par les signes de base. Concernant les sibilantes :
- pour le lieu d'articulation, une articulation dentale ou denti-alévolaire peut être spécifiée en ajoutant un pontet souscrit au signe de l'alvéolaire correspondante : [s̪] ;
- pour le point de contact avec la langue, les laminales sont indiquées par un carré souscrit : [s̻], les apicales par un pontet inversé souscrit : [s̺] ;
- on peut indiquer une articulation plus avancée ou plus rétractée en souscrivant respectivement un signe plus ou moins : [s̟] pour un s avancé, [s̠] pour un s rétracté.

Il n'existe pas de diacritique officiel pour les chuintantes palato-alvéolaires aiguës (sans cavité sub-linguale) des langues abkhazo-adygiennes, décrites plus haut. Peter Ladefoged et Ian Maddieson, à la suite de Catford, emploient pour ces sons les transcriptions ad hoc [ŝ] et [ẑ].
Dans la pratique, ces diacritiques sont souvent négligés : comme les détails phonétiques qu'ils notent tendent à être corrélés avec les oppositions fondées sur la forme de la langue, qui disposent de signes bien distincts, il suffit souvent dans une transcription large (de logique phonologique) d'opposer ces derniers en précisant la réalisation exacte dans la description phonétique attenante.

### Récapitulatif des différentes combinaisons
Les différentes possibilités attestées pour les fricatives, avec des exemples de langues les employant, sont résumées dans le tableau suivant. Certaines articulations devraient être décrites en toutes rigueur avec deux signes diacritiques, mais un seul a été employé pour des raisons de lisibilité.
Les affriquées correspondantes sont notées avec le même signe que la fricative correspondante, précédé de [t] (pour les sourdes) ou [d] (pour les sonores), les deux éléments étant reliés par une ligature tirant (souvent négligée dans la pratique) : ainsi [t͡s], [t͡ʃ], [t͡ɕ], [t͡ʂ] etc. Une autre méthode est de placer l'élément fricatif en exposant.
| Alphabet phonétique international | Forme de la langue                          | Lieu d'articulation        | Point constricteur | Exemples |
| --------------------------------- | ------------------------------------------- | -------------------------- | ------------------ | --- |
| [s̺̪ z̺̪]                             | concave                                     | dental                     | apical             | espagnol ceceante (sud-est de l'Andalousie) s / z ; kumeyaay |
| [s̪ z̪]                             | concave                                     | denti-alvéolaire           | laminal            | français s, z ; polonais s, z ; basque z, tz |
| [s̺ z̺]                             | concave                                     | alvéolaire                 | apical             | espagnol (nord de l'Espagne) s ; basque s, ts ; Mandarin s, z, c (apical, dental ou alvéolaire)                                                                      |
| [s z]                             | concave                                     | alvéolaire                 | apical ou laminal  | anglais s, z (alvéolaire, laminal ou apical) ; espagnol seseante (centre de l'Andalousie, îles Canaries, la plupart des variétés d'Amérique latine) s / z            |
| [s̻ z̻]                             | concave                                     | alvéolaire                 | laminal            | toda ; oubykh ; abkhaze |
| [ʃ ʒ]                             | convexe palato-alvéolaire                   | post-alvéolaire            | apical ou laminal  | anglais sh, ch, j, zh ; français ch, j (dans les deux langues, les sons s'accompagnent d'une labiovélarisation : dans une transcription fine, ils se notent [ʃʷ ʒʷ]) |
| [ʃ̻ ʒ̻]                             | convexe palato-alvéolaire                   | post-alvéolaire            | laminal            | toda ; basque x, tx |
| [ɕ ʑ]                             | convexe alvéolo-palatale                    | post-alvéolaire            | laminal            | mandarin x, j, q ; polonais ć, ś, ź, dź; oubykh ; abkhaze |
| [ŝ ẑ]                             | concave (sans cavité sub-linguale)          | post-alvéolaire            | laminal            | oubykh ; abkhaze |
| [s̱ ẕ], [ʂ̻ ʐ̻]                      | concave ou plate (avec cavité sub-linguale) | post-alvéolaire            | laminal            | polonais sz, rz, cz, dż (accompagnés d'une labiovélarisation : [ʂ̻ʷ ʐ̻ʷ]) ; mandarin sh, zh, ch                                                                        |
| [ʂ ʐ], [ṣ ẓ]                      | concave                                     | post-alvéolaire            | apical             | oubykh ; abkhaze ; kumeyaay ; toda |
| [ʂ ʐ]                             | rétroflexe                                  | palatal ou post-alvéolaire | sub-apical         | toda |

## Consonnes sifflées
Quelques langues bantoues d'Afrique australe, dont la plus connue est le shona, font usage d'un sifflement labial dans l'articulation de leurs sibilantes. Ces consonnes sifflées ont été diversement décrites comme labialisées mais non vélarisées, comme rétroflexes, etc. mais aucune de ces articulations ne définit exactement ces sons. Le shona les écrit sv et zv.
Le sifflement peut également se produire comme anomalie de prononciation, causée par exemple par le port d'une prothèse dentaire défectueuse.
L'API ne prévoit de signe pour le sifflement que dans des extensions destinées à l'origine aux troubles de la parole, mais employées à l'occasion pour noter les sons rares de certaines langues. le sv et le zv du shona peuvent ainsi se noter [s͎] et [z͎]. On voit également employé le diacritique linguo-labial [s̫] et [z̫] et une notation avec coarticulation bilabiale [s͡ɸ] et [z͡β].